# Juan Antonio García de Carrasquedo
Juan Antonio García de Carrasquedo (Zaragoza, febrero de 1734, Santander, 12 de abril de 1812) fue un compositor y maestro de capilla español.

## Vida
Juan Antonio García de Carrasquedo nació en Zaragoza, en febrero de 1734, en una familia de infanzones. Se cree que estudió en la misma Zaragoza, posiblemente en la Catedral. El hecho se deduce de una parte porque nació en la ciudad y por otra porque su tío, Francisco Javier García Fajer, ‹El Españoleto›, también había estudiado en La Seo y de 1756 hasta su muerte en 1809 fue maestro de capilla de la Catedral. Sin embargo las fechas son desconocidas: si Carrasquedo entró como infante del coro hacia los nueve años —edad habitual—, su tío todavía se encontraba en Italia. Lynne Kurzeknabe especula con que estudiase también en Italia, imitando a su tío, ya que así se explicaría su conocimiento del estilo operístico italiano de moda.
Por bula papal de Benedicto XIV, la antigua abadía de Santander pasó a tener rango de Catedral. En consecuencia se creó la primera capilla de música y se pasó a buscar un maestro para dirigirla. Carrasquedo, que en ese momento tenía 22 años y ya era un músico acreditado, llegó a Santander en 1756, donde fue nombrado como el primer maestro de capilla de la Catedral de Santander.
Poco más se sabe de su vida en Santander, que debió ser muy sosegada, y en dos ocasiones trató de consegir sin éxito el magisterio de Oviedo. El 2 de mayo de 1774 había fallecido el maestro Enrique Villaverde, por lo que quedaba vacante el magisterio de la Catedral de Oviedo. Quedó de interino el tenor Ventura Suárez mientras se organizaban las oposiciones para el ocupar cargo. Se presentaron, aparte de Carrasquedo; Pedro Furió, maestro de capilla de la Catedral de León; Francisco Náger, maestro de la Catedral de Orense; y Juan Vidal, maestro de una Colegiata de Sevilla. No se presentarion Pedro Aranaz, maestro de capilla de la Catedral de Cuenca; José Gargallo, músico residente en Zaragoza; y Francisco Courxell, músico residente en Madrid. En esta ocasión consiguiría el cargo el maestro Furió. Tras el fallecimiento de Furió en 1780, en enero de 1781 se presentó a las oposiciones de maestro de capilla de la Catedral de Oviedo, en competencia Joaquín Lázaro, maestro de capilla de la Catedral de Mondoñedo, Jaime Balíus maestro de la Catedral de la Seo de Urgel y Francisco Náger, maestro de la Catedral de Lugo, contendientes de gran nivel. Ganó las oposiciones Joaquín Lázaro el 10 de febrero de 1781 y mantuvo el cargo hasta el 13 de septiembre de 1786, fecha de su fallecimiento.
Poco antes de su muerte su firma aparece en un documento de bienvenida a José Bonaparte, por lo que parece que debía tener inclinaciones afrancesadas o ilustradas hacia finales de su vida. Carrasquedo falleció en Santander el 12 de abril de 1812. Fue enterrado en el antiguo cementerio de San Franciso, que se encontraba debajo de lo que hoy es el ayuntamiento.
En 2007 el ayuntamiento de Santander, por iniciativa del Obispado y la musicóloga Lynne Kurzeknabe, colocó una placa conmemorativa en la plaza de Velarde.

## Obra
La obra de Carrasquedo fue olvidada y permaneció en la oscuridad hasta finales del siglo XX, redescubierto especialmente gracias a la musicóloga Lynne Kurzeknabe. El 29.º Festival Internacional de Santander en 1980 recuperó la obra de Carrasquedo y en 2005, con ocasión del 250 aniversario de la concesión del título de ciudad a Santander, se publicó un CD con la música de la Catedral de Santander. El CD era una recopilación de un vinilo publicado en 1982 con composiciones de Carrasquedo y un CD titulado Música en la Catedral de Santander de 1997.
Román Fernández califica la obra de Carrasquedo como «muy delicada y brillante», siendo su mejor obra Misa en si bemol mayor, para tenor, coro y orquesta. Otras obras que merecen destacarse son Misa, Oficio de difuntos, los salmos Dixit Dominus, Laetatus sum y Do mare cordis, y La fragante azucena.
El archivo musical de la catedral fue destruido en febrero de 1941 en un incendio, por lo que no se han conservado obras de Carrasquedo en Santander. Carrasquedo tuvo suficiente prestigio como para que se conservaran varias obras en otras catedrales.